# Yorks vita ros

Yorkshires flagga.

Yorks vita ros var symbolen för Huset York och senare för Yorkshire.
Emblemets ursprung är något osäkert men sägs först ha antagits av Edmund av Langley, den förste hertigen av York, under 1300-talet. Det symboliserar Jungfru Maria, som ofta kallas Himmelens mystiska ros och vit är en symbol för kyskhet. 
Under 1400-talets inbördeskrig var den vita rosen en symbol för dem som stödde huset York gentemot Huset Lancaster vars symbol var en röd ros. Stridigheterna dem emellan gav kriget namnet Rosornas krig. Konflikten avslutades i och med kung Henrik VII av England, som symboliskt enade den vita och den röda rosen i Tudorrosen, en symbol för Huset Tudor.
Numera är den vita rosen symbol för grevskapet Yorkshire.